# 安州市
安州市（：／ Anju si */?）是朝鮮民主主義人民共和國平安南道西北部的一個城市，橫跨清川江兩岸。北鄰平安北道。面積359平方公里，2008年人口240,117人。下分19洞、14里。

## 歷史
高句麗時稱息城。1396年始稱安州萬戶府，平安道的「安」即取自安州。1895年設郡，1987年設市。1997年析出市南的一部份設立郡級雲谷地區（운곡지구，1區8里），2006年撤銷雲谷地區。